# Scopula emutaria
Scopula emutaria là một loài bướm đêm trong họ Geometridae.

## Hình ảnh

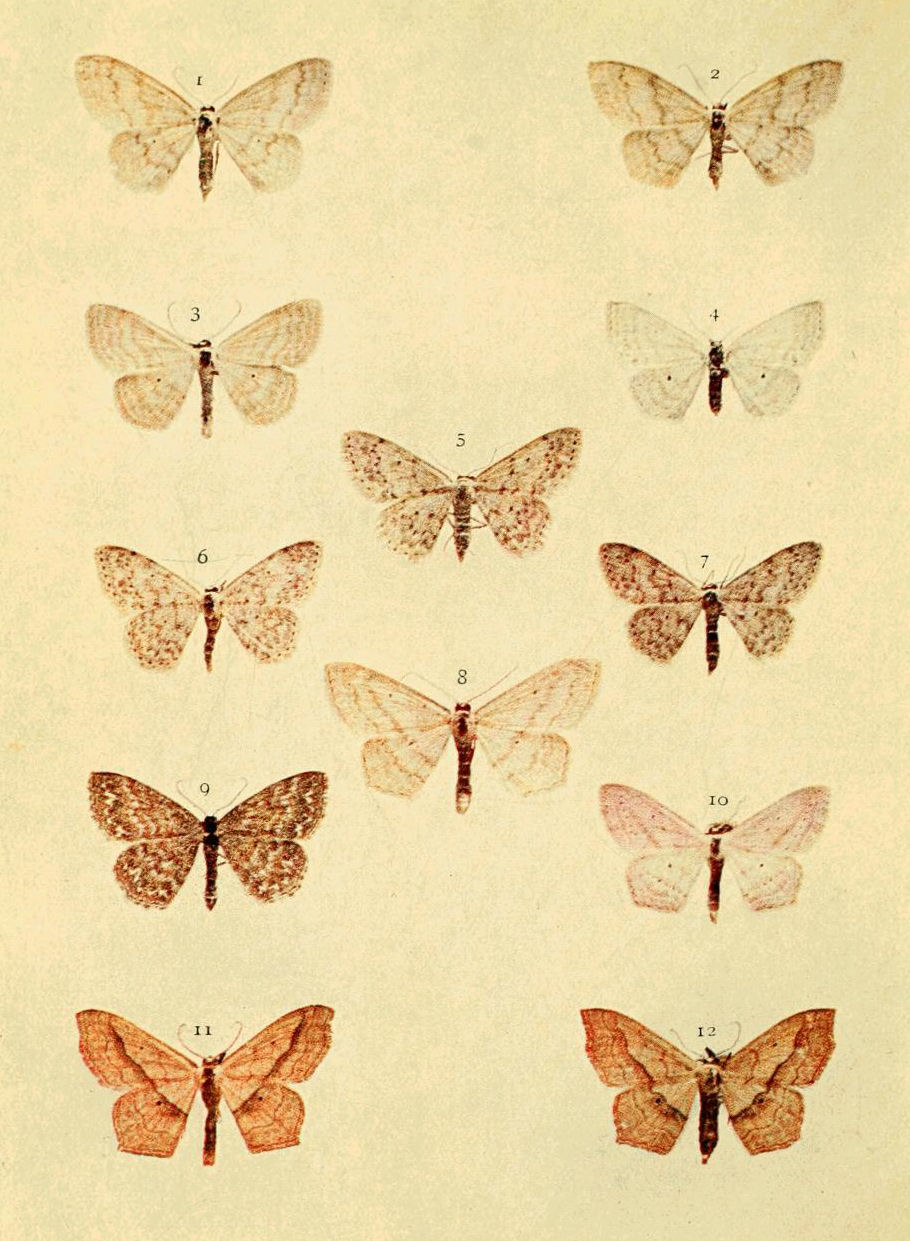